# Свети Иван Рилски (Перник)
„Свети Иван Рилски“ е български православен храм в град Перник.

## История
Строежът на църковната сграда, наричана още Минната църква, започва през 1910 година. Завършен е чак през 1920 година. Осветен е на 1 ноември в деня на свети Иван Рилски от епископ Варлаам Левкийски. Първият свещеник, служил в храма от 1920 до 1922 година е свещеник Михаил Панов Мангеин. Православният храм е изографисан от именитите български художници Никола Маринов и Дечко Узунов през 1937/1939 година. На 18 октомври 2009 година по решение на Светия синод на Българската православна църква храмът приема като дар от Рилския манастир частица от мощите на свети Иван Рилски.